# John Littleton
Pour les articles homonymes, voir Littleton.
John Littleton, né le 20 juin 1922 près de Tallulah, dans l'État américain de Louisiane, et mort le 24 août 1998 à Reims,,, est un chanteur et compositeur américain.
D'abord chanteur d'opéra, il se consacre ensuite à la chanson chrétienne, notamment les negro spirituals et surtout les gospels. Il signe plus de 75 disques et albums, vendus à plusieurs millions exemplaires à travers le monde.

## Biographie

### Jeunesse
John Littleton naît en 1922 dans une plantation située près de Tallulah, en Louisiane, aux États-Unis,. L'incertitude sur sa date de naissance tient à son refus de la divulguer avec exactitude.
Son père est un pasteur chrétien baptiste et cultivateur. Le jeune John commence à chanter en accompagnant son père dans les églises. Il chante en soliste et dans des chœurs de gospel ; il montre précocement un talent vocal exceptionnel. Adolescent, il élargit son répertoire avec notamment les chansons de Mahalia Jackson et Bing Crosby.

### Carrière
John Littleton vient à Reims, en France, lors de son service militaire dans l'armée américaine. Il y rencontre sa femme et décide de s'installer en France,. Démobilisé, il chante dans les concerts militaires et lors des cérémonies religieuses, où il est l'« ambassadeur en France du negro spiritual », puis étudie au Conservatoire national de Paris. Il y obtient le premier prix de chant, le premier prix d'opéra et le deuxième prix d'opéra-comique,.
Chanteur d'opéra, il obtient de grands succès comme Boris Godounov, comme Roméo dans Roméo et Juliette de Gounod, et comme Faust dans le Faust de Gounod,.

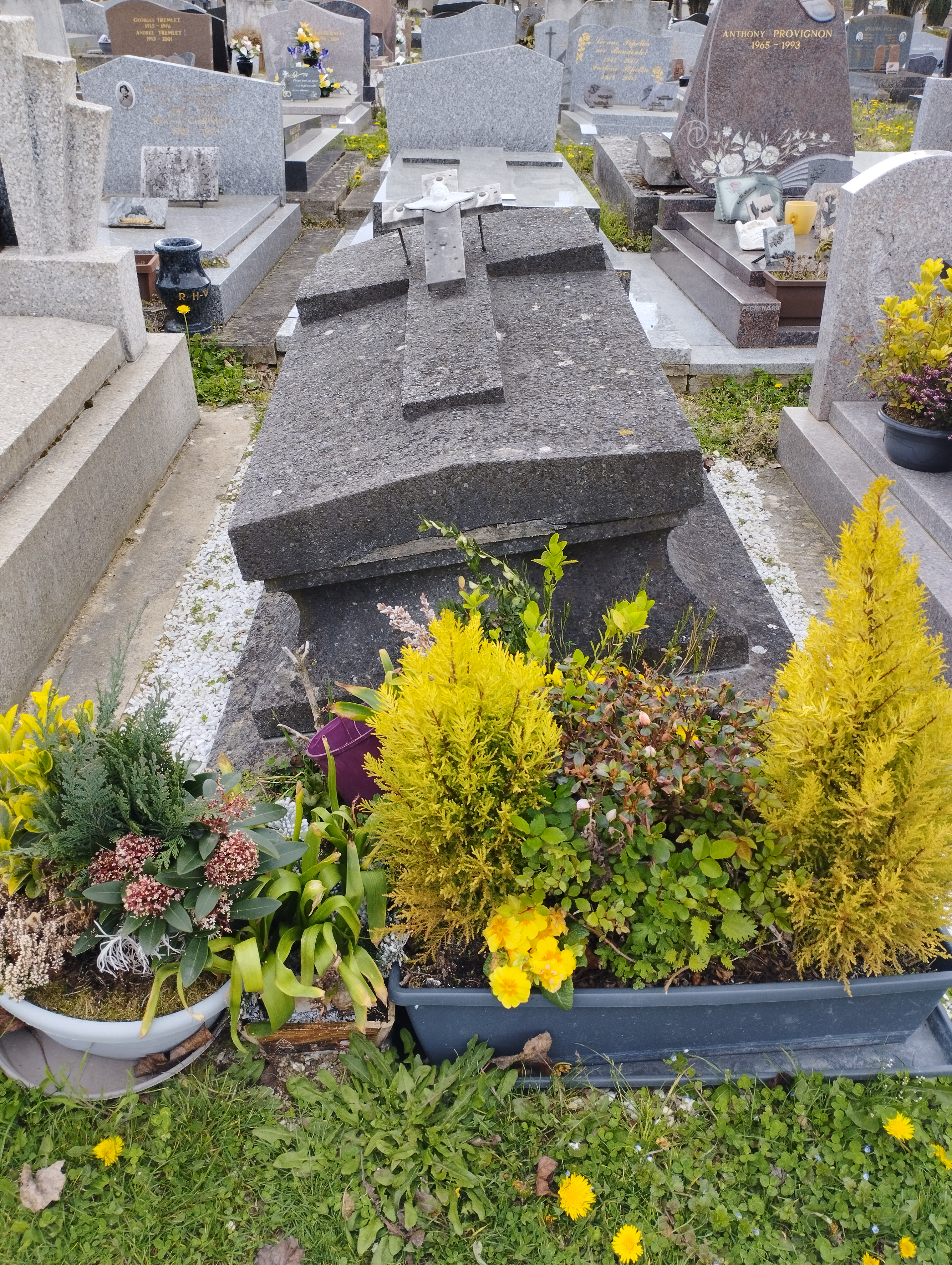
Tombe de John Littleton au cimetière de l'Est de Reims (division 8).

En 1960, il se tourne vers la musique sacrée noire-américaine. Il avait déjà connu ce domaine dans sa jeunesse ; son expérience de chanteur lyrique lui permet de devenir un des chanteurs préférés de gospel de sa génération. Il se consacre ainsi aux negro spirituals et aux autres chants chrétiens, surtout les gospels en français. Il reçoit le Grand prix du disque Charles-Cros, le prix Mahalia Jackson et la Légion d'honneur.
Avec le guitariste américain Mickey Baker, il enregistre dès 1965 des disques quatre titres puis les albums Spirituals (1971) et Folk songs around the world (1974). Les crédits de ces deux disques ont varié selon les éditions, mais la plus récente (Anthologie, Bayard, 2016) indique bien Mickey Baker comme arrangeur pour les titres concernés.
Il donne des centaines de récitals, enregistre plus de 75 disques, qui sont vendus à des millions d'exemplaires ; mais il n'apprécie pas la publicité et reste éloigné de la presse,. Son plus grand succès est l'album « Amen », sur des paroles d'Odette Vercruysse. Littleton se produit en concert, dans les églises et lors des grands rassemblements chrétiens comme à Lourdes lors du premier pèlerinage « Foi et Lumière » en 1970.

### Mort
Il meurt à Reims le 24 août 1998,,, à l'âge de 76 ans.
Il est inhumé au cimetière de l'Est, situé dans la même ville, dans une concession anonyme.

## Distinctions
- Chevalier de la Légion d'honneur.
- Premier prix de chant et premier prix d'opéra au Conservatoire national de Paris.
- Grand prix du disque Charles-Cros.
- Prix Mahalia Jackson.

## Sources
- (en) A Parisian comes home : John Littleton, 1984, 4 pages.
- « John Littleton », sur lemonde.fr, Le Monde, 28 août 1998 (consulté le 9 avril 2021).
- (en) The Independent, James Kirkup, « Obituary: John Littleton », 2 septembre 1998.
- Bibliothèque nationale de France, « Littleton, John », BNF 13896709.
- Site adfmusique.net, « John Littleton »